# Сан-Николо-д’Арчидано
Сан-Николо-д’Арчидано (итал. San Nicolò d'Arcidano) — коммуна в Италии, располагается в регионе Сардиния, в провинции Ористано.
Население составляет 2912 человека (2008 г.), плотность населения составляет 103 чел./км². Занимает площадь 28 км². Почтовый индекс — 9097. Телефонный код — 0783.
Покровителем коммуны почитается святитель Николай Мирликийский, чудотворец, празднование 10 сентября.

## География
Коммуна расположена на границе между провинциями Ористано и Южная Сардиния на расстоянии около 25 км от столичной коммуны. Близость к морю делает коммуну Арчидано популярным туристическим районом. Сама коммуна не имеет выхода к морю и находится в 5 км от Терральбы и Ураса. Окруженный сельской местностью, Арчидано сохраняет плодородие даже летом.

## История
К сожалению, ранняя история Арчидано недостаточно документирована, и во многом основана на устных рассказах и описаний событий. До 1933 года, года, когда начались работы по рекультивации земель, река Пабийонис, протекающая недалеко от города, была большой дельтой и следовательно, вероятно, была отличным местом высадки первых жителей Сардинии. Некоторые подсказки можно найти в Марседди, где было множество кузниц для обработки обсидиана. Вероятно, Марседди уже имела связь с Арчидано, в котором также были обнаружены обсидиановые наконечники стрел.
В нурагическую эпоху было построено 7 нураги, ныне разрушенных. Основным из них было полилопастное нураги Пеппи Цаппус, оно находилось в районе Ис-кодинас, но его точное местоположение неизвестно. Там же находилась нураги Нураччиолу, а под главной церковью была Нураге Луксия. Нураги Фромига располагалась вдоль дороги, ведущей к Бау-Ангиус.
Свидетельства римской эпохи более очевидны благодаря близости города Неаполис. В районе Ис-Кодинас были обнаружены остатки кирпичной кладки, в районе Сан-Панталео при посадке виноградника были обнаружены погребальные урны, но они были уничтожены. Также в местности Санта-Барбара были обнаружены урны, которые повторно использовали для брожения сусла .
В средние века Арчидано входил в состав юдиката Арборея, в регион Парте Монтис, который, в свою очередь, входил в состав куратории Бонорзули. До середины четырнадцатого века в регионе было две деревни: Арчитано Магно и Арчитано Парво. В первом была церковь, посвященная святому Николаю, во втором - святому Пантелеймону. В завещании Угона III, судьи Арбореи, написано о пожертвовании двух волов и 20 овец церкви Сан-Николао-де-Арчитано-Магно. Во второй половине четырнадцатого века, многие небольшие деревни по всей Сардинии были заброшены, в том числе Арчитано Парво. В 1460 году население Арчидано попросило наместника Кальяри сделать Арчидано муниципалитетом.
После падения юдиката ( 1420 г. ) он стал частью маркизата Ористано. После окончательного поражения арбореев ( 1478 г. ) он перешел под владычество Арагона и вошел в состав графства Квирра, основанного в 1363 г. королем Арагона Петром IV, и преобразованным в 1603 г. в маркизат феодальным владением Карро.Вместе с Урасом он сформировал баронство, включенное в состав маркизата, в котором Осорио де ла Куэва был последним феодалом. Город был возвращен в 1839 году с подавлением феодальной системы.
Порт Неаполис был отличным местом высадки для набегов берберских пиратов, которые часто грабили и уничтожали все, что находили. Говорят, что после одного из многочисленных грабежей захватчики потерпели поражение в результате вылазки разграбленных в районе Фоссаус. В 1563 году Другут (один из самых безжалостных пиратов) несколько раз пытался высадиться в Ористано и в порту Марчеллино (нынешний Марседди). К несчастью для Другута, он столкнулся с большой группой охотников, возвращавшихся из Эрколенто, и потерпел поражение.

## Демография
Динамика населения:

## Этнические меньшинства
По данным ISTAT, по состоянию на 31 декабря 2010 года численность иностранного постоянного населения составляла 101 человек.
Наиболее представленные национальности в зависимости от их доли от общей численности постоянного населения:
Сербы, 59 человек, 2,08%

## Местные праздники
- Сант-Исидоро, отмечается с последней недели июня до первой недели июля;
- Санта-Маргарита, отмечается 20 июля;
- Праздник сбора урожая в Арчидано, празднуется в середине августа;
- Сан-Николо, святой покровитель, отмечаемый 10 сентября:

## Администрация коммуны
- Официальный сайт: http://www.comune.sannicolodarcidano.oristano.it/